# بياتريس وود
بياتريس وود (بالإنجليزية: Beatrice Wood)‏ هي خزافة ورسامة وكاتِبة أمريكية، ولدت في 3 مارس 1893 في سان فرانسيسكو في الولايات المتحدة، وتوفيت في 12 مارس 1998 في أوجي في الولايات المتحدة.

## وصلات خارجية
- بياتريس وود على موقع الموسوعة البريطانية (الإنجليزية)
- بياتريس وود على موقع إن إن دي بي (الإنجليزية)